# Gonzales County
Gonzales County är ett administrativt område i delstaten Texas, USA, med 19 807 invånare (2010). Den administrativa huvudorten (county seat) är Gonzales.

## Geografi
Enligt United States Census Bureau har countyt en total area på 2 771 km². 2 766 km² av den arean är land och 5 km² är vatten. 

### Angränsande countyn
- Fayette County - nordost
- Lavaca County - öster
- DeWitt County - sydost
- Karnes County - sydväst
- Wilson County - sydväst
- Guadalupe County - väster
- Caldwell County - nordväst